# Biopsychosociaal model
Het biopsychosociaal model is een uitbreiding van een medisch model over het menselijk functioneren, waarin niet alleen aandacht is voor biomedische aspecten, maar ook voor psychologische en sociale factoren die mede bepalend zijn voor ziekte en het genezingsproces. 
Het biopsychosociaal model is een integraal werkmodel voor moderne gezondheidspsychologen die de focus van hun praktijken leggen op het bevorderen van gezondheid in plaats van het voorkomen van ziekte alleen. Dit sluit aan bij de definitie van gezondheid die in 1948 werd opgesteld door de Wereldgezondheidsorganisatie (WHO):
Gezondheid is een toestand van volledig lichamelijk, geestelijk en maatschappelijk welzijn en niet slechts de afwezigheid van ziekte of andere lichamelijke gebreken.
Volgens het biopsychosociaal model bestaat er een onderscheid tussen ziekte en symptomen of klachten. Niet ieder symptoom of elke gezondheidsklacht heeft ziekte als oorzaak en niet iedere ziekte geeft klachten of symptomen. Gezondheid en ziekte bestaan uit zowel lichamelijke als gedragsmatige/psychologische en sociale invloeden. Het model is met medische claims omkleed. Het staat onder meer centraal in de cursus Gezondheidspsychologie die deel uitmaakt van de bacheloropleiding Psychologie aan de Katholieke Universiteit Leuven.    

## Ontstaan
Het biopsychosociaal model heeft bekendheid gekregen door het werk van George L. Engel. Engel was een cardioloog, die constateerde dat het mensmodel dat artsen hanteren mede bepalend is voor wat ze waarnemen als ziekte en de oorzaken daar van, en wat ze niet waarnemen.

###### Biomedisch model
Het gangbare mensmodel in de medische wetenschap is het biomedische model, waarin ziekte wordt gereduceerd tot een probleem in biologische processen. In het biomedische model heeft de arts de taak om de verstoorde processen terug te brengen tot hun oorspronkelijke evenwicht.
Dit model gaat uit van objectieve waarneming en falsifieerbare hypotheses, en is daarmee een klassiek wetenschappelijk model. Dit model ontstond in de 16e-17e eeuw, met het ontstaan van de moderne wetenschap. Hierin werd een onderscheid aangebracht tussen lichaam en ziel. Dit onderscheid maakte het voor de christelijke kerk acceptabel om medisch onderzoek toe te staan. Volgens de kerk was het lichaam de zetel van de ziel. De ziel was belangrijk, het lichaam was...
"…a weak and imperfect vessel for the transfer of the soul from this world to the next".
Vertaling: "... een zwak en gebrekkig vat om de ziel van deze wereld naar de volgende over te brengen".
Om die reden kon de kerk akkoord gaan met het opensnijden van lichamen, ten behoeve van wetenschappelijk onderzoek. Hierdoor begon het moderne inzicht in de werking van het lichaam, maar ontstond er ook een mechanische visie op het lichaam.
Psychologische en sociale aspecten worden in het biomedische model genegeerd, terwijl ze wel een belangrijk onderdeel vormen van het ziek zijn. Gedrag en omgeving zijn van invloed op het ontstaan, het verloop en de beleving van ziekte. En ziekte, of ziek-zijn, beïnvloedt ook het psychologisch welzijn en de sociale relaties.
Engel heeft dit biomedische model daarom uitgebreid met psychologische en sociale aspecten. Dit maakt het mogelijk om ook psychische en sociale aspecten waar te nemen, en te behandelen bij de behandeling van ziekten.

## Systeemdenken
Engel gaat in zijn model uit van het zogeheten systeemdenken, een geheel van interacterende processen. Critici stellen dat zijn model geen model is, maar een taxonomie:
"een hiërarchisch ingedeelde, steeds meer verfijnde laag van klassen, typen en soorten; in dit geval van atomen en moleculen tot en met de gemeenschap, de natie en de biosfeer."
Volgens dezelfde kritiek is zijn model ook geen systeemtheorie:
"Niet alleen is het eigenlijk geen model, ook systeemtheoretisch kent het een tekortkoming [...]. In een hiërarchie van systemen wordt het hogere systeem beschouwd als emergent aan – dus oprijzend uit – het onderliggende. Om bepaalde systemen samen in een hiërarchie van systemen te mogen zetten, moet er een beschrijving mogelijk zijn van de onderlinge relaties of ten minste een taal om die relaties in te beschrijven en te verklaren. De hiërarchie van systemen van Engel [...] begint bij subatomaire deeltjes, gaat verder met atomen, moleculen, organellen, cellen, weefsels, organen, het centraal zenuwstelsel, enzovoort. Mentale fenomenen worden hierbij beschouwd als emergent aan het centrale zenuwstelsel. Maar hier gaat het mis: er bestaat geen linguïstische brug tussen die twee. Wanneer we een aantal systemen uit de hiërarchie zoals te doen gebruikelijk samen nemen onder de verzamelnamen biologisch, psychologisch en sociaal, is het psychologische niveau daarmee emergent aan het biologische, en het sociale op zijn beurt aan het psychologische, terwijl we volgens Goodman niet beschikken over een geschikte taal om de onderlinge relaties te beschrijven. Dit maakt een dergelijke plaatsing in een hiërarchisch systeem discutabel."